# シーシュース (空母)
シーシュース (HMS Theseus R64) はイギリス海軍のコロッサス級航空母艦。1943年にガヴァン (Govan) のフェアフィールド造船で起工され、1944年7月6日に進水した。

## 初期
シーシュースは第二次世界大戦のために起工されたが、ヨーロッパ戦線終了までに完成することができなかった。この艦は朝鮮戦争の勃発まで訓練艦として任務に就いていた。
1946年、この艦は航空機を搭載し試験と作戦行動に向けての調整を行っていた。極東での任務の準備を終えると、シンガポールで英国太平洋艦隊 (British Pacific Fleet) と合流し極東航空海軍将官の旗艦となるため出航した。1947年英国太平洋艦隊のもとで第一航空母艦部隊 (1st Aircraft Carrier Squadron) の旗艦となった。英国に帰還すると、本国艦隊において任務に就くため改装を受けた。改装が終了すると本国艦隊の第三航空母艦艦隊に合流した。

## 朝鮮戦争
1950年に朝鮮戦争が始まるとシーシュースは韓国に配置され、通常の空母としての作戦を開始した。この艦が参加した最初の作戦は、いくつかある目標のうち鎮南浦にある敵の要塞と通信施設を制圧することだった。2番目に参加した作戦は、艦のカタパルトに不具合が起きて離陸重量が限定され航空機がロケット弾や爆弾を搭載できなかったため、戦闘空中哨戒 (CAP) のみであった。3番目の作戦は英連邦機動部隊の一部としての任務だった。シーシュースは日本の佐世保からの艦と共に航海した。艦載機は主に鎮南浦を中心とした地域において橋梁・北朝鮮軍・その他の目標に対して空爆に成功し、大きな混乱と損害をもたらした。
1950年12月半ばに始まった4番目の作戦中、シーシュースから発進した航空機はこの分断された国家の北側で、厚く雪に覆われた当地での典型的な冬景の中、数多くの地上車両を狙い攻撃した。攻撃は大規模であり多くの車両が破壊された。中国軍が当艦載機の目標として大がかりな攻撃をうけた直後に作戦は終了し、飛行時間は1630時間超、使用したロケット弾は1400発を越えた。
翌年1951年の1月5日、シーシュースは5番目の任務につき、韓国・烏山の南で戦闘していた米軍第25歩兵師団を支援した。1月15日、1000回連続無事故着艦がシーシュース上で達成された。空母航空団はその驚くべき軍務期間に対してボイドトロフィー (Boyd Trophy) を授与され、これは多くのパイロットやクルーにとって初めての経験であっただけでなく、言うまでもなく艦そのものにとってもそうだった。
1月後半に始まった6番目の作戦は、大小数多くの事故に見舞われた。1月26日には艦載機の一機が振動したあと制御を失い、回転しながら海面に落ちていった。C級駆逐艦HMSコサックが墜落地点に向かったが、無駄に終わった。別の航空機は多数の対空砲火にさらされ、パイロットは東豆川里の近辺の谷間に不時着させられた。パイロットは身を隠して90分ほど救援を待った。米軍のヘリが飛来しパイロットを救出する間、シーシュースの他の艦載機がその地域上空で偵察飛行を行った。2月2日にはシーフューリーが着艦の際に車輪が破裂して機体が破損してしまい、それと共に無事故着艦記録は1463回で終わりとなった。
7番目の作戦は偵察任務から帰還したファイアフライの飛行中隊が銃の不発のため一名の死亡者をだすという幸先の悪い出だしだった。さらに同様の作戦があり、その中には原州周辺における米軍第9軍団への近接航空支援のようなものも含まれていた。
1951年3月4日に始まった8番目の作戦は、近々上陸作戦が執り行われるかのように錯覚させるため鎮南浦からKuhsa-Sungにかけての見慣れた地域上空を哨戒することだったが、同様の状況に多数出会った。さらに2件の事故がおこり、ひとつめの事故では死傷者は出なかったが、2件目では航空機がシーシュースに帰還途中に事故に遭い死者が出た。
9番目の作戦は、他の航空機が3月24日に水原で撃墜されて始まった。さらなる偵察と近接航空支援が行われ、6隻の敵艦への攻撃も行われた。
10番目の作戦は4月8日に日本海で、米空母バターンや英駆逐艦コンソート・豪駆逐艦バターン・加駆逐艦ヒューロン・米駆逐艦イングリッシュ・米潜水母艦スペリーからなる護衛の駆逐艦隊と共に始まった。4月10日に2機のシーフューリーが味方である米軍機のコルセアから間違って攻撃される事件が起こった。シーフューリーの1機は深刻な損害を受けたが、もう一機は高機動で避けきって無傷で逃げることができた。近辺で偵察任務に当たっていた別の2機のシーフューリーが援護要請を聞いたが、現場に駆けつける途中で一機が撃墜され、パイロットは捕虜となった。最初の飛行機を探していた別の機も高射砲で撃墜されたが、パイロットは逃げ帰ることができた。
さらに2機の航空機がその後撃墜された。1機目は高射砲による損害を受けシーシュースからわずか40マイルの地点に着陸し、すぐにヘリコプターで救出された。2機目は高射砲に撃たれて水田に墜落し、そのまま北朝鮮兵による小火機による銃撃が行われている乾いた河床に滑っていった。同行していた残りの航空機は、さらに2機のシーフューリーがパイロットの元にヘリコプターが向かうのを護衛している間、RESCAPを行っていた。38分後、パイロットは重傷を負っていたものの救助された。
さらに数多くの北朝鮮軍目標に対していくつもの攻撃が行われ成功した。この攻撃の間、この空母に属する別の航空機が撃墜された。撃ち落とされたパイロットは米軍のヘリコプターに救出され、ヘリのパイロットは北朝鮮兵からの激烈な銃撃をものともせず勇気ある救出を成功させたとして後に殊勲十字章を授与された。彼はこれをシアトルの英国領事館で受け取った。
1952年1月15日、連合国機動部隊の作戦は米空母バターンの帰還により終了した。シーシュース自身は朝鮮半島での作戦を継続し、今度は西海岸だった。シーシュースから発艦した航空機がエンジントラブルにより不時着水し、パイロットは救出されるまで55分間荒れた海に漂っていた。2日後、シーシュースでの作戦は終了した。
シーシュースは佐世保を出航する前に港内を廻った。空母ユニコーンと空母グローリー（グローリーはシーシュースの交代であり姉妹艦でもあった）の乗員はシーシュースの出発に当たり舷側に集まって声援を送り、シーシュースの乗員も声援を返した。
朝鮮戦争では紛争期間を通して6隻の航空母艦が英連邦から参加し、うち5隻がイギリス海軍、1隻がオーストラリア海軍からだった。
Naval-history.net の記録では、シーシュースは1951年後半に本国艦隊に合流し、第二航空母艦部隊の旗艦となった。1952年、シーシュースは本国艦隊の旗艦となり、姉妹艦であるグローリーを国連の任務から解放して朝鮮半島を去らせるために、地中海に派遣された。シーシュースは地中海において本国艦隊と共に合同訓練に参加した。
1952年の2月から3月にかけて、シーシュースは艦に派遣された第14空母航空団と共にNATOの訓練を地中海で行った。
1953年、シーシュースはエリザベス2世の戴冠式を祝う観艦式に参加した。

## 第二次中東戦争
1956年の第二次中東戦争の間、シーシュースはオーシャンと共に使用された。11月から12月にかけてシーシュースから兵隊を乗せたヘリコプターが陸地に向かい、同様に負傷兵を撤退させた。朝鮮戦争の時と比較して、第二次中東戦争におけるシーシュースの役割は比較的おとなしいものだった。翌年シーシュースは予備役にまわされ、その後1962年にインヴァーキーシング (Inverkeithing) で解体された。